# Cryptonanus chacoensis
A cuíca-pequena-do-Chaco (Cryptonanus chacoensis) é uma espécie de  marsupial da família Didelphidae. Pode ser encontrado no norte da Argentina, Paraguai e no Brasil (Mato Grosso e Mato Grosso do Sul). Era considerado como um sinônimo de Gracilinanus agilis, mas foi elevado a espécie distinta no gênero Cryptonanus.